# Anderson Gils de Sampaio
Anderson Gils de Sampaio (* 15. Februar 1977 in Rio de Janeiro) ist ein ehemaliger brasilianischer Fußballspieler.

## Karriere
1997 unterschrieb er einen Vertrag beim japanischen Erstligisten Yokohama Flügels. 1998 gewann er mit dem Verein den Kaiserpokal. 1999 kehrte er nach Brasilien zurück und unterschrieb einen Vertrag bei CR Flamengo. 2000 wechselte er zu CA Juventus. Danach spielte er bei Botafogo FC (SP) und CR Flamengo.

## Erfolge
Yokohama Flügels
- Japanischer Pokalsieger: 1998

Flamengo
- Taça Guanabara: 1999
- Staatsmeisterschaft von Rio de Janeiro: 1999